# Miki Kodama
Miki Kodama (児玉美希?, Kodama Miki; 21 novembre 1996) è una fondista giapponese.

## Biografia
Originaria di Tokyo e attiva in gare FIS dal dicembre del 2012, la Kodama ha esordito in Coppa del Mondo il 10 dicembre 2017 a Davos (80ª) e ai Campionati mondiali a Seefeld in Tirol 2019, dove è stata 42ª nella 30 km e 14ª nella staffetta; ai Mondiali di Oberstdorf 2021 si è classificata 42ª nella 10 km, 39ª nella 30 km, 42ª nello skiathlon e 10ª nella staffetta. Ai XXIV Giochi olimpici invernali di Pechino 2022, sua prima presenza olimpica, si è piazzata 50ª nella 30 km, 52ª nello skiathlon e 11ª nella staffetta; ai Mondiali di Planica 2023 è stata 39ª nella 10 km e 41ª nella 30 km.

## Palmarès

### Coppa del Mondo
- Miglior piazzamento in classifica generale: 168ª nel 2023